# غافين كروفورد
غافين كروفورد (بالإنجليزية: Gavin Crawford)‏ (و. 1869 – 1955 م) هو لاعب كرة قدم، من المملكة المتحدة، يلعب كلاعب وسط، توفي عن عمر يناهز 86 عاماً.